# Bolsjoj Semjatsjik
De Bolsjoj Semjatsjik (Russisch: Большой Семячик) of Zoebtsjatsji is een massief van stratovulkanen in het oostelijk deel van het Russische schiereiland Kamtsjatka, dat onderdeel vormt van de vulkanengroep Semjatsjik, waartoe ook de Maly Semjatsjik en de Tsentralny Semjatsjik (onderdeel van het massief van de Bolsjoj Semjatsjik) behoren. Het massief bestaat uit een aantal Pleistocene en Holocene stratovulkanen en lavakoepels gelegen in een 10 kilometer brede caldera uit het midden van het Pleistoceen, waarvan de rand alleen aan de westzijde aan de oppervlakte ligt. Deze caldera vormt onderdeel van een vulkanisch tektonisch depressie van 20 bij 30 kilometer. Tot het massief behoort ook een van de grootste hydrothermale systemen van Kamtsjatka, dat ten zuidoosten van de caldera is gelegen. De vulkaan bestaat vooral uit basalt, andesiet en daciet.
Het belangrijkste onderdeel van het massief wordt gevormd door de stratovulkaan Bolsjoj Semjatsjik of Zoebtsjatji, die stamt uit het late Pleistoceen en nu uitgedoofd en geërodeerd is. Ongeveer 8500 tot 9000 jaar geleden ontstond de Holocene kegel Ivanov, gevolgd door de kegels Ezj ("egel") en Korona ("kroon") ongeveer 5600 jaar geleden. De beide laatsten deden grote lavastromen en lahars ontstaan. Andere kegels in het massief zijn Koelakova, Zapadny Barani en Vostotsjny Barani, Popkova en Problematitsjny.
Het massief omvat verschillende solfatarevelden, waarvan de meeste zich bevinden in het centrale deel, op de westelijke hellingen van de vulkanen Tsentralny en Bolsjoj Semjatsjik. De activiteit van deze solfatares komt tot uitdrukking in verhitte gebieden, oververhitte damp, kokende modder en kokend water. In het oostelijke deel van het thermische veld Boerljasjtsji bevinden zich krachtige stralen met stoom, die temperaturen tot 137°C kunnen bereiken. Daarnaast komen er ook heetwaterbronnen voor op ongeveer 8 kilometer ten zuidoosten van de vulkaan op de oostelijke hellingen van het massief. Op de zuidwestelijke hellingen komen fumarolen voor.
In het centrale deel van het massief komen turfmoerassen voor, die ongeveer 9500 jaar geleden werden gevormd en tefralagen uit meerdere vulkanen bevatten.